# WAGs
WAGs(Wives And Girlfriends)는 2006년 FIFA 월드컵 때 잉글랜드 축구 국가대표팀 선수의 여자친구나 아내를 가리키는 데 사용하던 단어이다. 월드컵 폐막 후, 현재는 잉글랜드 대표팀의 파트너뿐만 아니라 모든 나라의 축구 선수의 여자친구나 아내를 가리키는 경우에 사용되고 있다.

## 같이 보기
- 트로피 와이프